# Evangelisches Sonntagsblatt aus Bayern
Das Evangelische Sonntagsblatt aus Bayern (im Volksmund auch das Rothenburger Sonntagsblatt) ist eine 1884 gegründete christliche bayerische Wochenzeitschrift des Verlags J. P. Peter. Der Redaktionssitz ist in Rothenburg ob der Tauber, Chefredakteur ist seit 2011 Pfarrer Martin Bek-Baier. Das Sonntagsblatt bringt u. a. Artikel zu aktuellen Themen aus kirchlicher Sicht, Kurzandachten, kirchliche Schlagzeilen, Rundfunktipps für die nächste Woche, Geburts-, Hochzeits- und Todestage aus dem Leserkreis sowie die Kinderbeilage „Tim & Tina's Sonntagsblättchen“. Außerdem berichtet das Blatt über die jeweils aktuelle Kirchensynode. 

## Geschichte
Zwischen 1921 und 1963 wurde das Evangelische Sonntagsblatt vom Chefredakteur und Pfarrer Wilhelm Sebastian Schmerl geleitet. Von 1963 bis 1967 übernahm dessen Sohn Christoph Schmerl den Posten. Derzeit arbeitet für das Evangelische Sonntagsblatt der Chefredakteur Pfarrer Martin Bek-Baier zusammen mit Susanne Borée. Bek-Baier ist zudem für Reportagen und die Kinderseite „Tim und Tina’s Sonntagsblättchen“ zuständig; aus den Kirchengemeinden berichtet Inge Wollschläger. Für das Blatt arbeiten auch einige freie Mitarbeiter. In der Ausgabe vom 30. November 2014 erschien eine achtseitige Sonderbeilage zum 130-jährigen Jubiläum des Sonntagsblattes. In ihr wird die Geschichte des Sonntagsblattes von Herausgeber Christoph Schmerl anschaulich abgehandelt. Inge Wollschläger ermöglicht mit ausgewählten Kleinanzeigen aus 130 Jahren einen Blick in die Vergangenheit.

## Vertrieb
Das Sonntagsblatt wird innerhalb Bayerns von ehrenamtlichen Ortsansässigen für einzelne Gemeinden ausgetragen; außerhalb Bayerns werden die Blätter mit der Post verschickt.

## Auflage
Die verkaufte Auflage betrug 11.069 Exemplare im dritten Quartal 2017.